# Nerf
Nerf er et legetøjsmærke, der blev dannet af Parker Brothers i 1969, og som i dag er ejet af Hasbro. Det meste af legetøjet er skumbaserede våben, mens andre produkter inkluderer bolde til amerikansk fodbold, basketball og baseball. Deres bedst-kendte legetøj er deres pistoler og geværer, der skyder skumpile (markedsført som Nerf Blasters af Hasbro).
Deres primære slogan, der blev introduceret i 1990'erne er "It's Nerf or Nothin'!". Den årlige omsætning for Nerf-varemærket er omkring $400 mio.
Under Nerf-mærket er også Super Soaker og Lazer Tag.

## Computerspil
Nerf har også produceret computerspil til PlayStation 2, Nintendo DSi, DS Lite, 3DS og Wii. Visionary Media, Inc. udgav deres første first-person shooter kaldet Nerf Arena Blast (eller NAB, nogle gange Arena Blast) i 1999. EA Games udgav spillet Nerf N-Strike i 2008 under licens fra Hasbro og efterfølgeren Nerf N-Strike Elite i 2009. Begge spil benytter Switch Shot EX-3, der både fungerer som nerf blast og Wii Remote.
I juni 2019 udgav Raw Thrills Nerf Arcade.
GameMill Entertainment udgav first-person shooter-spillet Nerf Legends d. 19. november 2021 til Microsoft Windows, Nintendo Switch, PlayStation 4, PlayStation 5, Xbox One og Xbox Series X/S. I 2021 blev en online multiplayer first-person shooter med titlen Nerf Strike udviklet af The Gang Stockholm og udgivet af Metaverse Team under licens fra Hasbro på onlineplatformen Roblox. I august 2022 udgav udviklere fra Secret Location under licens fra Hasbro virtual reality multiplayer shooter med titlen NERF Ultimate Championships til Meta Quest 2-platformen. I april 2023 samarbejdede de med spillet Stumble Guys og tilføjede et minispil med Nerf-tema.

## Hæder
I 2011 fik Nerf N-Strike Stampede ECS prisen som "Boy Toy of the Year" og Nerf Super Soaker Shot Blast vandt "Outdoor Toy of the Year" ved den 11. Annual Toy of the Year Awards, der blev afholdt på American International Toy Fair i New York City.
I 2014 fik Nerf Zombie Strike Crossfire Bow prisen som "Best Action Toy" ved U.K. Toy Fair i 2014.